# Cape Girardeau (Misuri)
Cape Girardeau  (en francés, Cap-Girardeau) es una ciudad ubicada en el condado de Cape Girardeau en el estado estadounidense de Misuri. En el Censo de 2010 tenía una población de 37941 habitantes y una densidad poblacional de 514,22 personas por km².

## Geografía
Cape Girardeau se encuentra ubicada en las coordenadas 37°18′31″N 89°33′33″O / 37.30861, -89.55917. Según la Oficina del Censo de los Estados Unidos, Cape Girardeau tiene una superficie total de 73.78 km², de la cual 73.63 km² corresponden a tierra firme y (0.21%) 0.15 km² es agua. Cape Girardeau está en el río Misisipi.

## Demografía
Según el censo de 2010, había 37941 personas residiendo en Cape Girardeau. La densidad de población era de 514,22 hab./km². De los 37941 habitantes, Cape Girardeau estaba compuesto por el 81.13% blancos, el 12.75% eran afroamericanos, el 0.23% eran amerindios, el 1.89% eran asiáticos, el 0.04% eran isleños del Pacífico, el 1.54% eran de otras razas y el 2.4% pertenecían a dos o más razas. Del total de la población el 2.76% eran hispanos o latinos de cualquier raza.

## Clima
El clima en Cape Girardeau de Misuri es bueno. La temperatura alta anual en Cape Girardeau, Misuri es 67.7 grados Fahrenheit. En Cape Girardeau, Misuri, hay cuatro estaciones. Cape Girardeau tiene 213 días soleados por año. La temperatura baja anual en Cape Girardeau Misuri es 45.9 grado Fahrenheit.

## Historia
Cape Giradeau fue fundado como un puesto comercial por Jean D. Giradot en 1733. Cape Girardeau fue una de los cinco zonas originales del territorio de Luisiana. El barco de vapor llegó en Cape Girardeau en 1835. Cape Girardeau era el puerto más concurrido.  Durante un breve período en 1861, el general Ulysses S. Grant estableció su cuartel general en Cape Girardeau antes de mover su sede a Cairo, Illinois. Durante la Guerra Civil, Cape Girardeau estuvo ocupado por la Fuerza Civil que construyó cuatro fuertes aquí. Hoy, Cape Girardeau, Misuri es un centro regional de la educación, el comercio y el cuidado médico.

## Cultura popular
El locutor de radio Rush Limbaugh era un nativo de Cape Girardeau.
Varias escenas de la película Gone Girl fueron filmadas en Cape Girardeau.
La Casa Glenn, un edificio histórico del que se rumorea que está encantado, está ubicado en el centro de la ciudad y apareció en el episodio 8 de la segunda temporada de Ghost Hunters.